# Долгоносик буковый листовой
Долгоносик буковый листовой (лат. Phyllobius viridicollis) — вид долгоносиков-скосарей из подсемейства Entiminae.

## Описание
Жук длиной 3,5-4 мм. Имеет чёрный окрас. Усики, вершины голеней и лапки красноватые. Надкрылья часто тёмно-коричневые. Надкрылья почти голые, только вершины иногда в беловатых волосовидных чешуйках. Передние голени с килевидным наружным краем.

## Экология
Жуков встретить можно на дубах (Quercus).